# Hydrotaea multichaeta
Hydrotaea multichaeta är en tvåvingeart som beskrevs av Wu 1990. Hydrotaea multichaeta ingår i släktet Hydrotaea och familjen husflugor. Inga underarter finns listade i Catalogue of Life.